# منزل الليل
منزل الليل هو فيلم رعب نفسي أمريكي،من بطولة ريبيكا هول،ستايسي مارتن وفوندي كورتيس هول.
من المقرر عرض الفيلم في السينمات يوم 20 أغسطس 2021.

## روابط خارجية
- منزل الليل على موقع IMDb (الإنجليزية)
- منزل الليل على موقع ميتاكريتيك (الإنجليزية)
- منزل الليل على موقع روتن توميتوز (الإنجليزية)
- منزل الليل على موقع ألو سيني (الفرنسية)
- منزل الليل على موقع أول موفي (الإنجليزية)
- منزل الليل على موقع فيلمافينيتي (الإسبانية)
- منزل الليل على موقع قاعدة بيانات الفيلم (الإنجليزية)
- منزل الليل على موقع ليتربوكسد (الإنجليزية)
- منزل الليل على موقع كينوبويسك (الروسية)

لم يتم العثور على روابط لمواقع التواصل الاجتماعي.

1. 1 2  مذكور في: Terjesztésre kerülő filmalkotások és artfilmek nyilvántartása. لغة العمل أو لغة الاسم: المجرية. الناشر: الهيئة الوطنية للإعلام والاتصال.
2. ↑  مذكور في: قاعدة بيانات الأفلام على الإنترنت. مُعرِّف قاعدة بيانات الأفلام على الإنترنت (IMDb): tt9731534. الوصول: 6 أغسطس 2022. لغة العمل أو لغة الاسم: الإنجليزية.